# Jeanette
Jeanette är ett kvinnonamn med betydelsen lilla Jeanne, alltså en diminutiv form av Jeanne, som är en fransk form av Johanna som i sin tur har hebreiskt ursprung. Jeanette betyder ”Gud har förbarmat sig” och har använts i Sverige sedan 1680-talet. På franska stavas namnet även Jeannette.
Namnet var populärt under 1960-talet och 1970-talet, men ovanligt bland de yngre idag. 
Den 31 december 2009 fanns det totalt 16 624 personer i Sverige med namnet Jeanette, varav 10 058 med det som tilltalsnamn/förstanamn. År 2003 fick 74 flickor namnet, varav 3 fick det som tilltalsnamn.
Nettan är ett vanligt smeknamn för namnet Jeanette.
Namnsdag i Sverige: 29 maj (sedan 1993, 1986-1992: 21 juli). Delas med Yvonne. I den finlandssvenska namnsdagslängden har Jeanette namnsdag 15 november sedan 1995.

## Personer vid namn Jeanette
- Jeanette Biedermann, tysk sångerska och skådespelerska
- Jeanette Bonnier, journalist och författare
- Jeanette Gentele, journalist
- Jeanette Granberg, dramatiker
- Janette Hargin, alpin skidåkare
- Jeanette Holmgren, skådespelerska
- Jeanette Houdi, teaterproducent
- Jeanette Jacobsson, sångpedagog
- Jeanette Köhn, operasångerska
- Jeanette Lennartsdotter, formgivare och konstnär
- Jeanette MacDonald, amerikansk sångerska och skådespelare
- Jeanette Milde, illustratör och barnboksförfattare
- Jeanette Möller, svensk konstnär
- Jeanette Pastoritza, författare
- Jeanette Winterson, brittisk författare
- Jeanette von Heidenstam , programledare
- Jeanette Wässelius, operasångerska